# Triancyra truncata
Triancyra truncata là một loài tò vò trong họ Ichneumonidae.